# Simon Kézai
Simon Kézai – najsłynniejszy węgierski kronikarz z XIII wieku, ksiądz katolicki i sekretarz królewski na dworze króla Władysława IV. Według tradycji pochodził z miejscowości Kéza (kraj zacisański), albo z Dunakeszi. Prawdopodobnie studiował prawo rzymskie i kanoniczne na Uniwersytecie w Padwie.
Jego najważniejszym dziełem spisanym po łacinie w roku 1282 były "Gesta Hunnorum et Hungarorum", w których przedstawił rodowód i wspólną historię Hunów i Węgrów, od legendarnych początków aż do wczesnego średniowiecza.
Kronika została opublikowana po raz pierwszy w druku w 1782, w Budzie. W XIX wieku została przełożona na język węgierski stając się popularnym źródłem, które przyczyniło się do rozwoju świadomości narodowej Węgrów.